# 圣克莱芒 (康塔尔省)
圣克莱芒（法語：Saint-Clément，法語發音：[sɛ̃ klemɑ̃]）是法国康塔尔省的一个市镇，属于欧里亚克区。

## 地理
圣克莱芒（44°58'28"N, 2°39'39"E）面积17.43 平方千米，位于法国奥弗涅-罗讷-阿尔卑斯大区康塔爾省，该省份为法国中南部省份，位于法國中央高原中心，北起科雷兹省、上盧瓦爾省和多姆山省，西接洛特省和科雷兹省，南至阿韦龙省和洛特省，东临上盧瓦爾省和洛泽尔省。
与圣克莱芒接壤的市镇（或旧市镇、城区）包括：茹苏蒙茹、佩耶罗尔、圣雅克德布拉、蒂耶扎克、塞尔河畔维克。

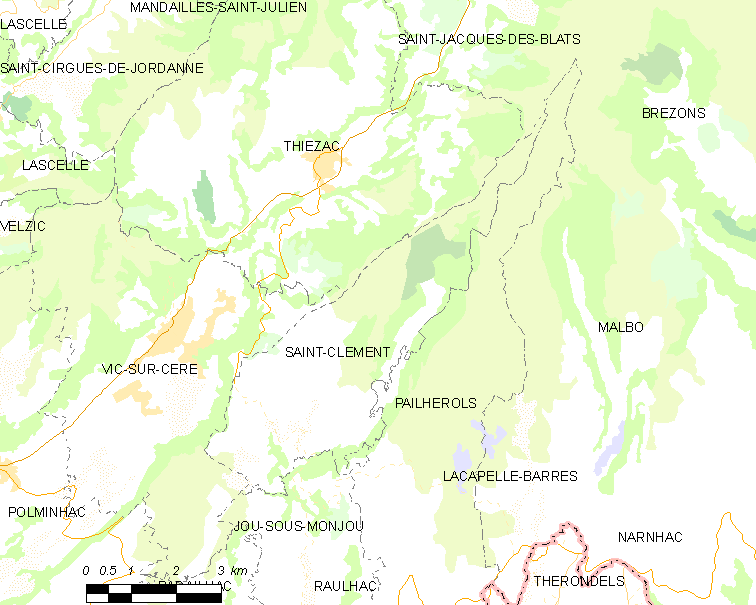
的OSM定位图

圣克莱芒的时区为UTC+01:00、UTC+02:00（夏令时）。

## 行政
圣克莱芒的邮政编码为15800，INSEE市镇编码为15180。

## 政治
圣克莱芒所属的省级选区为塞尔河畔维克县。

## 人口

1962-2008年间人口变化图示

圣克莱芒于2022年1月1日时的人口数量为78人。